# Nadwórna (stacja kolejowa)
Nadwórna (ukr. Надвірна, ros. Надворная) – stacja kolejowa w miejscowości Nadwórna, w rejonie nadwórniańskim, w obwodzie iwanofrankiwskim, na Ukrainie. Zarządzana przez dyrekcję iwano-frankiwską Kolei Lwowskiej.
Stacja istniała przed II wojną światową.